# Nagyvásártelep
A Nagyvásártelep, pontos alapításkori nevén Budapest Székesfőváros Központi Élelmiszer Nagyvásártelep egy mára már megszűnt, és jelentős részében el is bontott budapesti ipari-kereskedelmi létesítmény.

## Története
A Nagyvásártelep az 1930-as évek elején létesült a főváros élelmiszer-ellátásának megoldására, mivel a Központi Vásárcsarnok már nem volt képes ezeknek a megnövekedett feladatoknak eleget tenni. Az új létesítmény az Összekötő vasúti híd (népnyelven még: Déli összekötő vasúti híd) pesti végének déli oldalánál, a IX. kerületi Hídépítő utca és Helyi kikötő utca között elhelyezkedő telkekre épült. Részei voltak:
- hatalmas, tízezer négyzetméteres, 234 méter hosszú, 42 méter széles, 17 méter belmagasságú, modern stílusú vásárcsarnok, amelyben körülbelül 400 nagykereskedő dolgozhatott. Épült 1930 és 1932 között Münnich Aladár tervei szerint.
- irodaház
- 20 vágányos rakodóhely (egyidőben akár 210 tehervagon rakodására volt alkalmas)
- vasúti kapcsolat a környező (elsősorban déli) vonalak felé (Soroksári út rendező vasútállomás)
- két kikötő a Ráckevei-Duna ágon (1918–1925 között épült és 1927–1984 között üzemelt.[2][3])

A létesítmény a rendszerváltás után elvesztette eredeti funkcióját, és meg is szűnt. Az épületeit nagy csarnok és a mellé épült irodaház kivételével elbontották. Ez utóbbiak 2004 óta műemléki védettséget élveznek. A parlagon hagyott területen azóta bozótos erdő nőtt. A szennyezett talaj cserére szorul. A Duna City nevű területfejlesztési tervek foglalkoznak a elhanyagolt térség jövőjével.

## Képtár

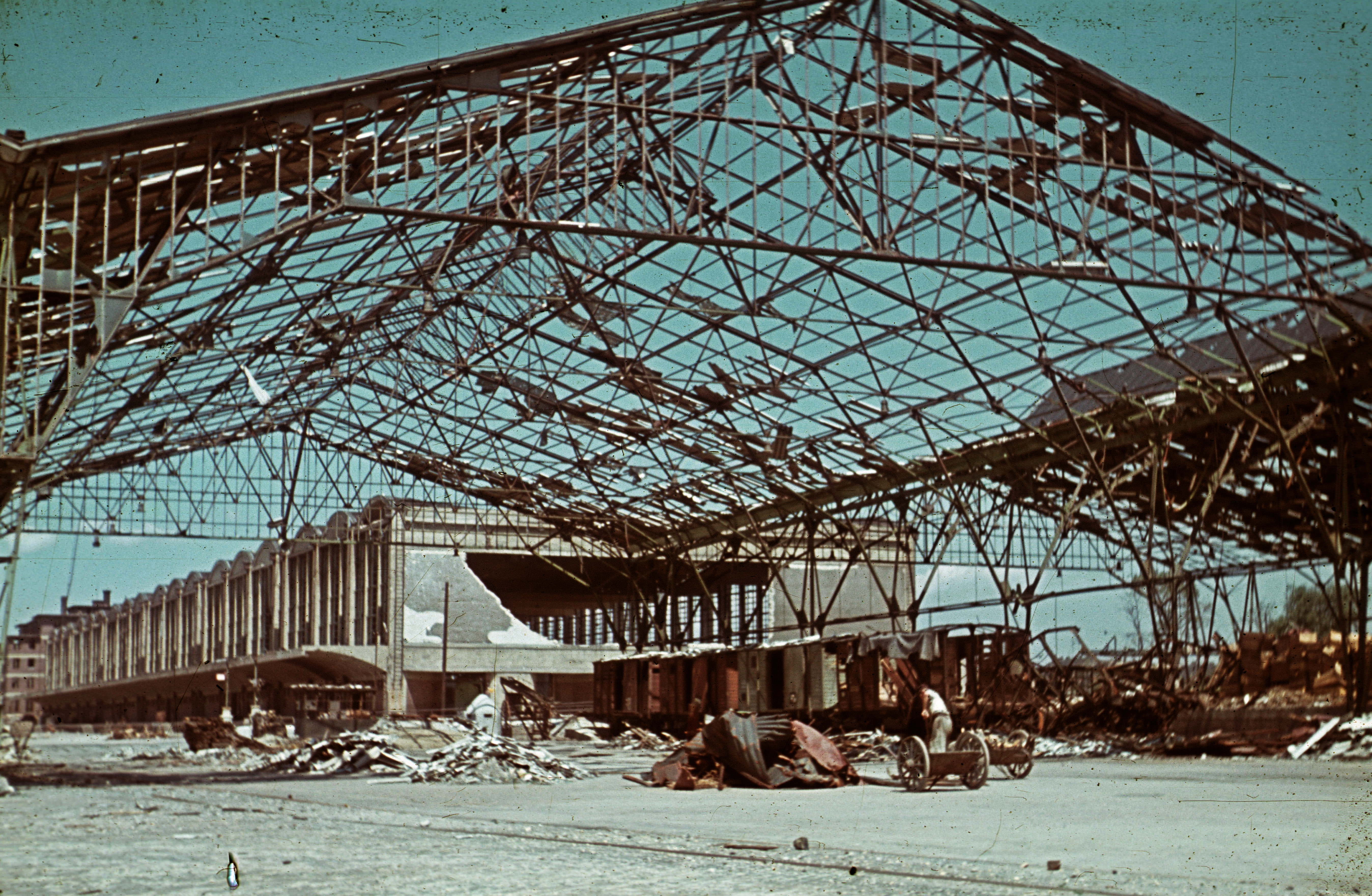
A Nagyvásártelep az 1940-es években (a háttérben a nagy csarnoképület)
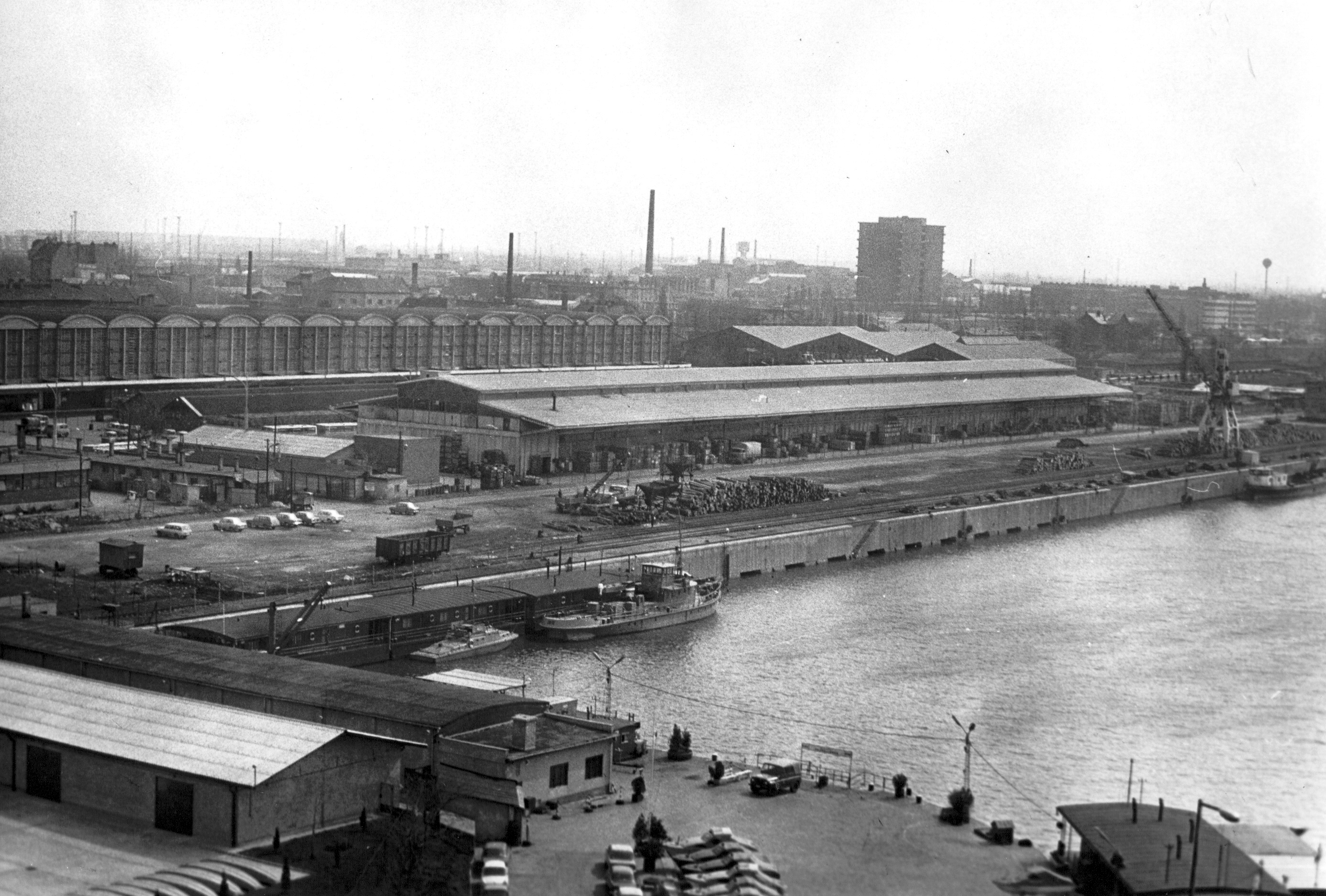
Archív felvétel (1980)
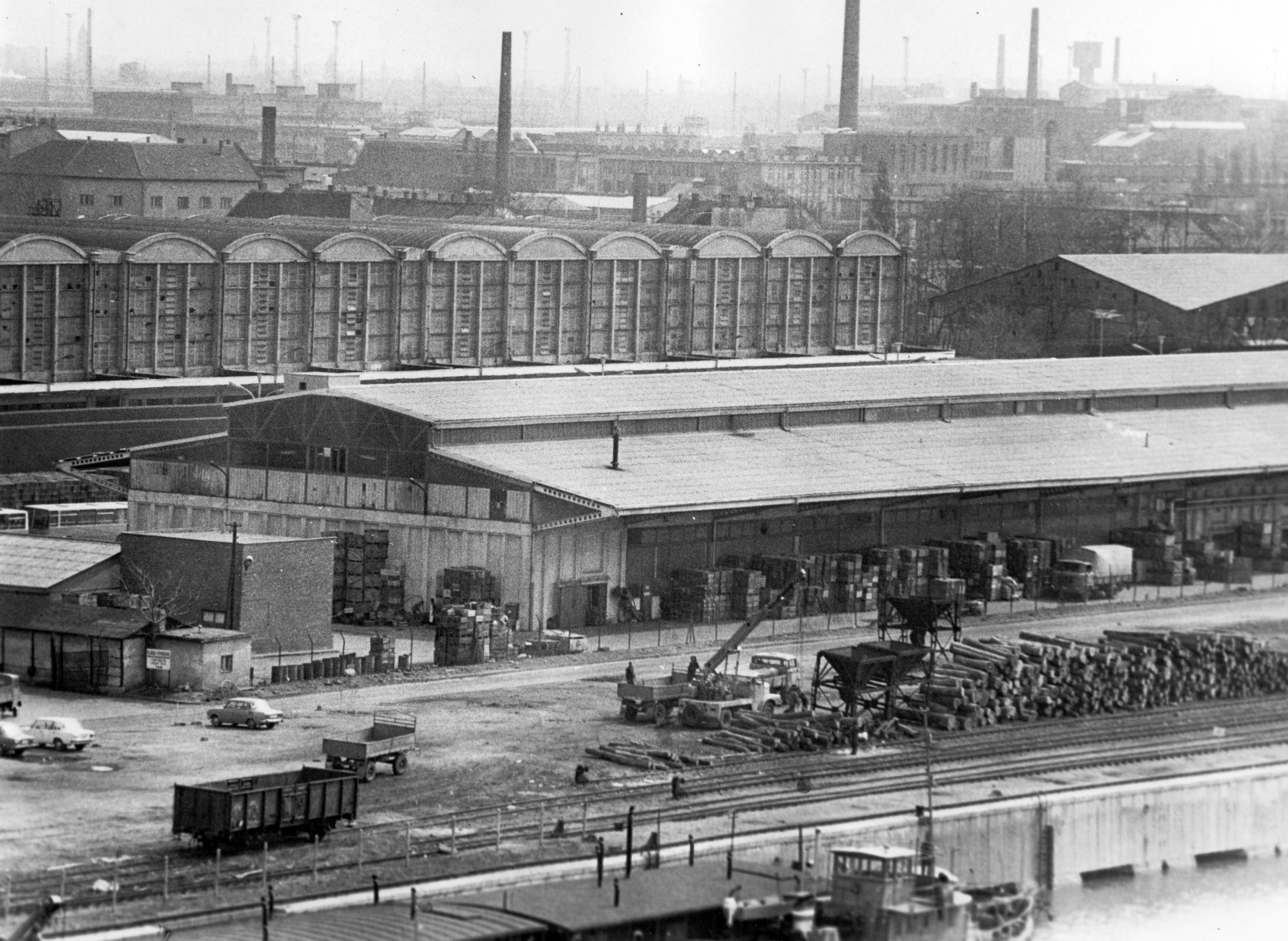
Archív felvétel (1980)
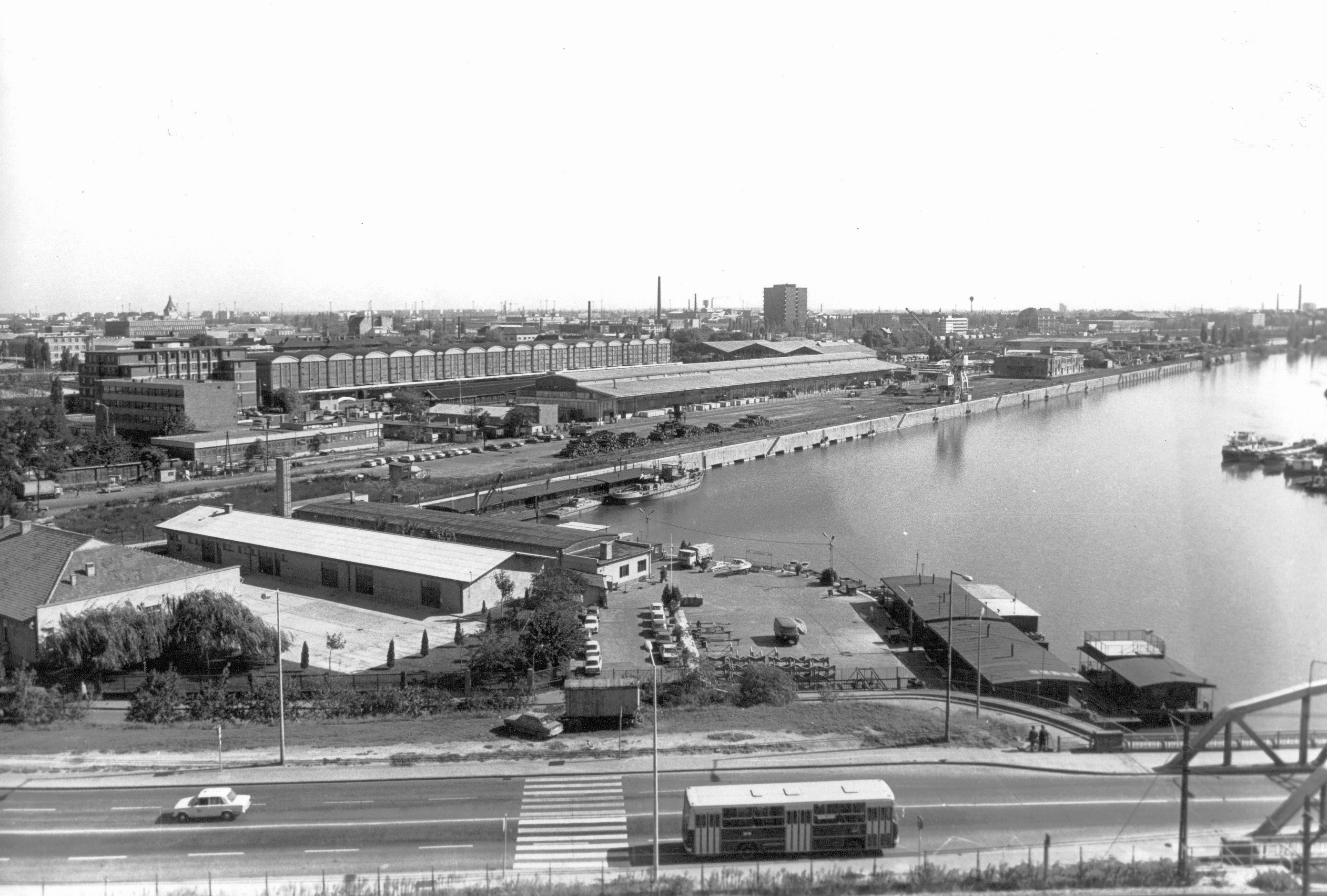
1980-ban készült archív felvétel a Vízgazdálkodási Tudományos Kutató Intézet (VITUKI) 1976-ban épült toronyházából, amit 2020-ban bontottak le.
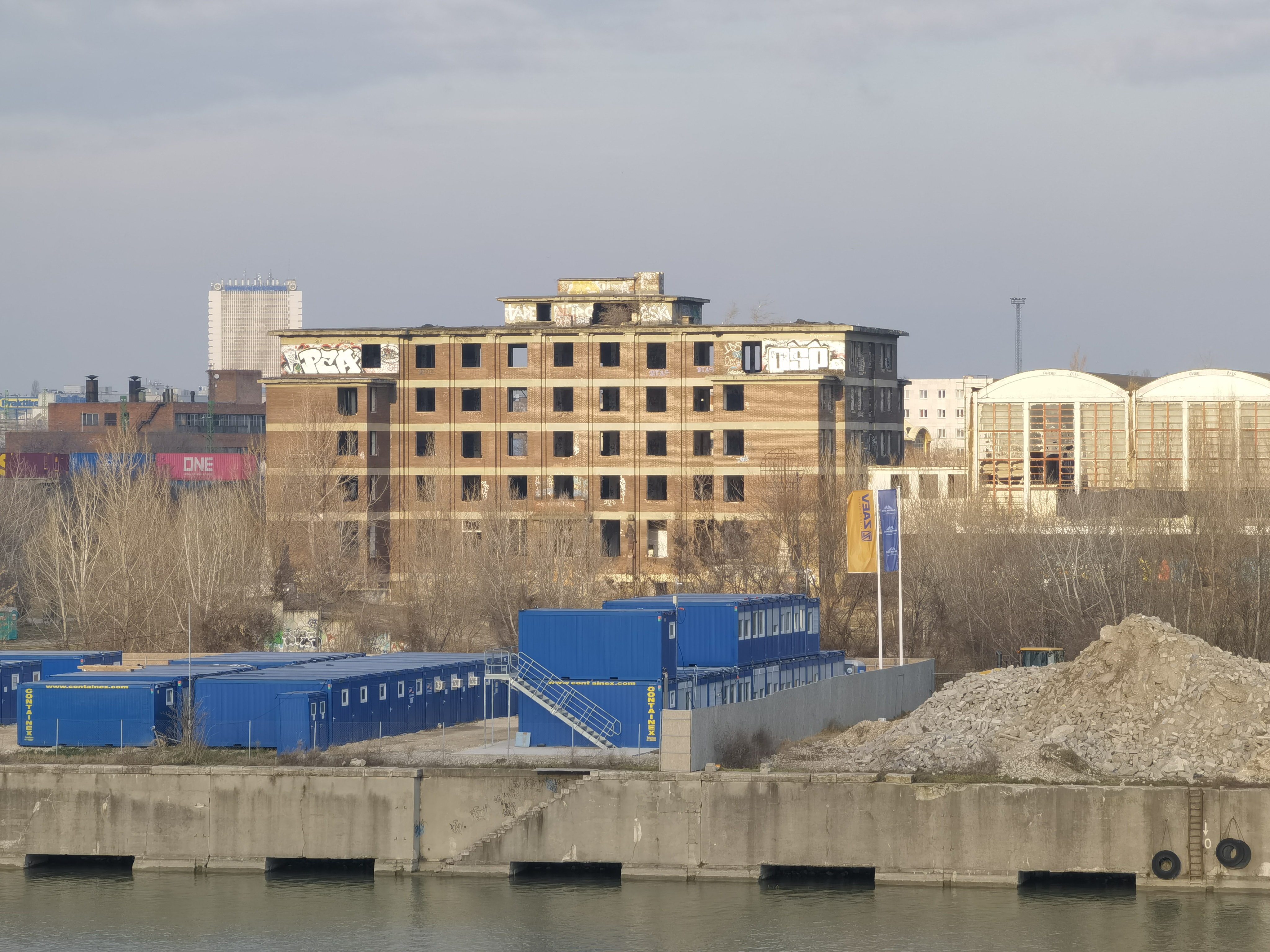
A Duna felől (2023)
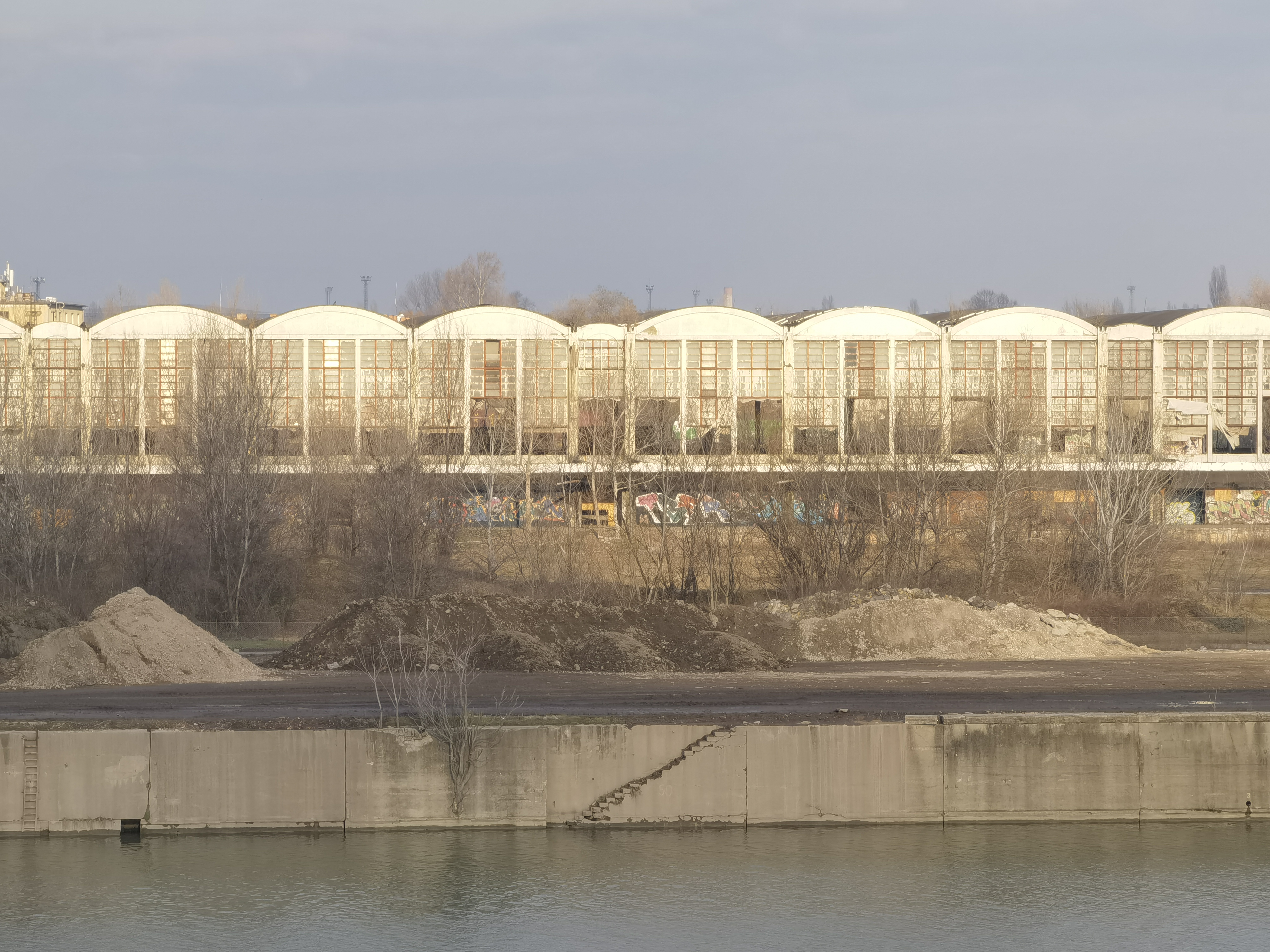
A Duna felől (2023)
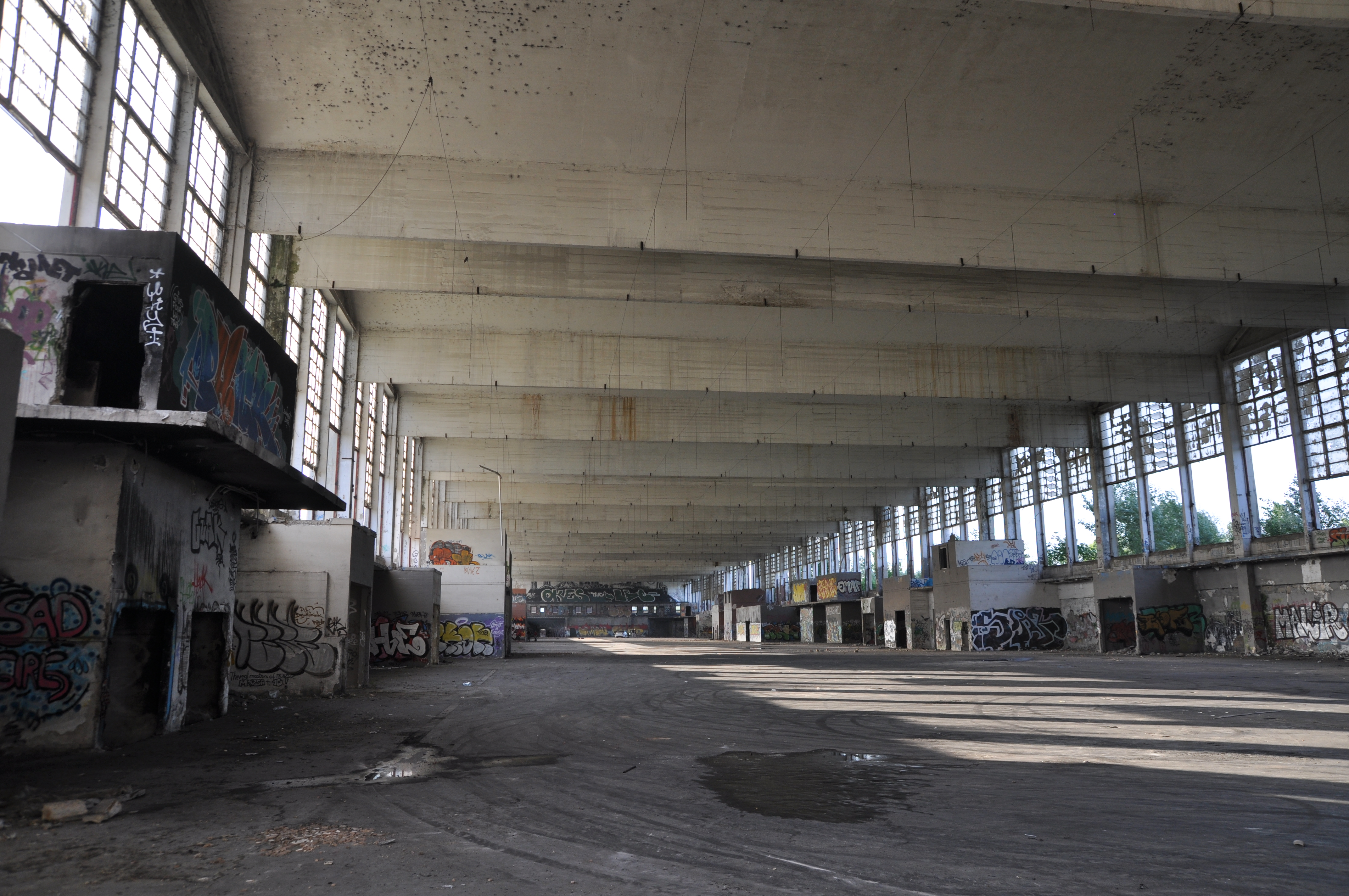
épületbelső (2017)
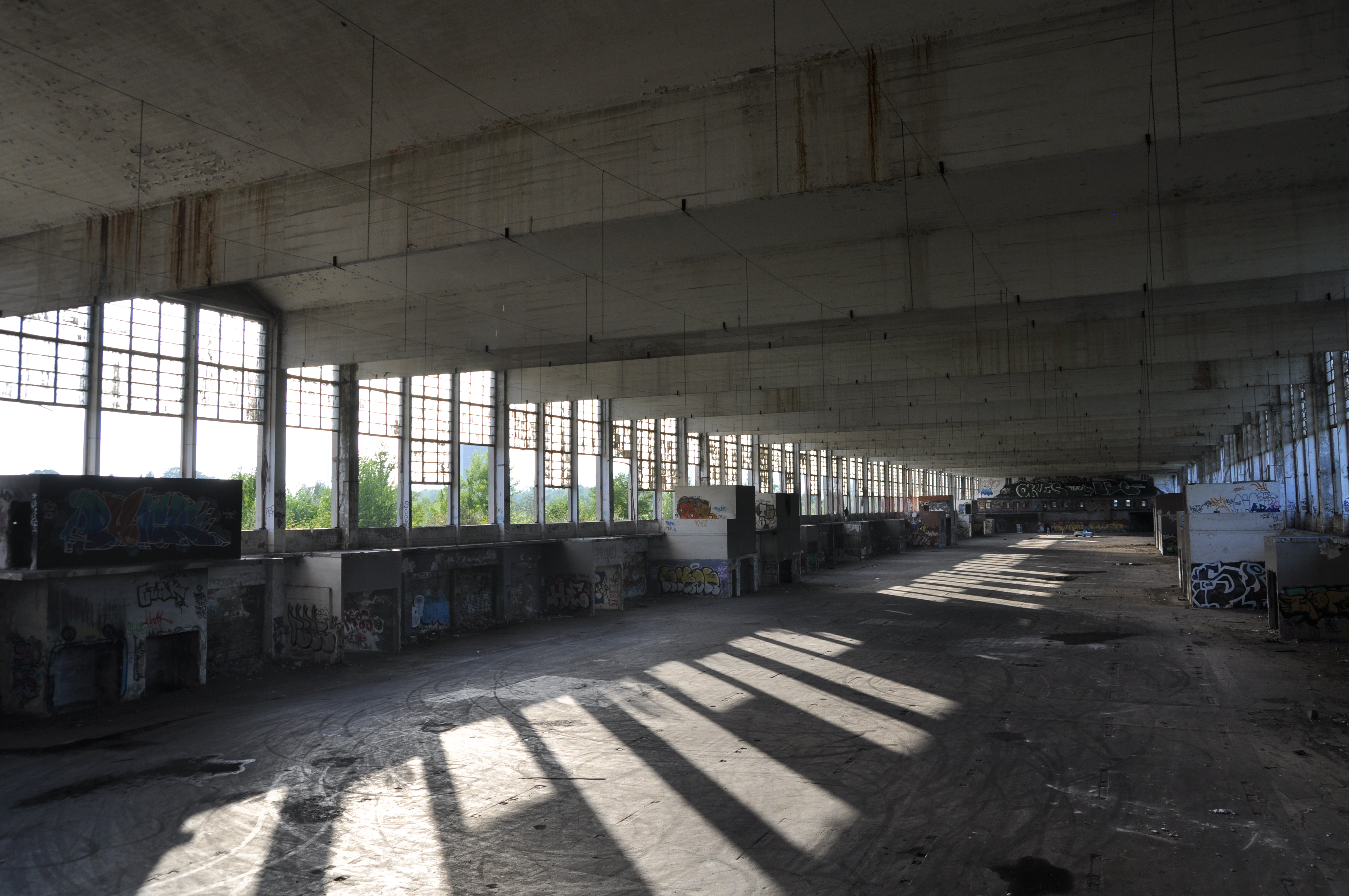
épületbelső (2017)
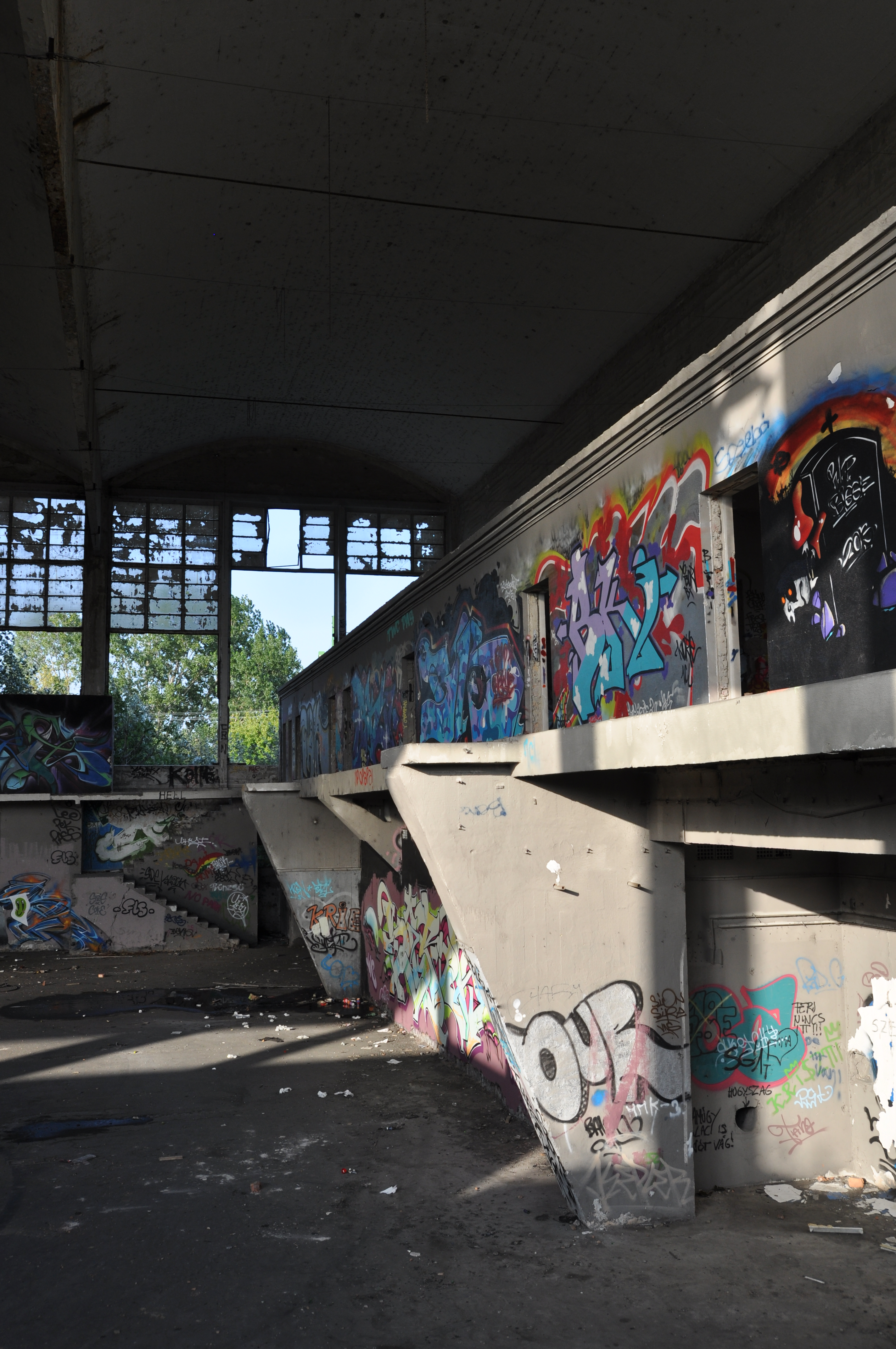
épületbelső (2017)
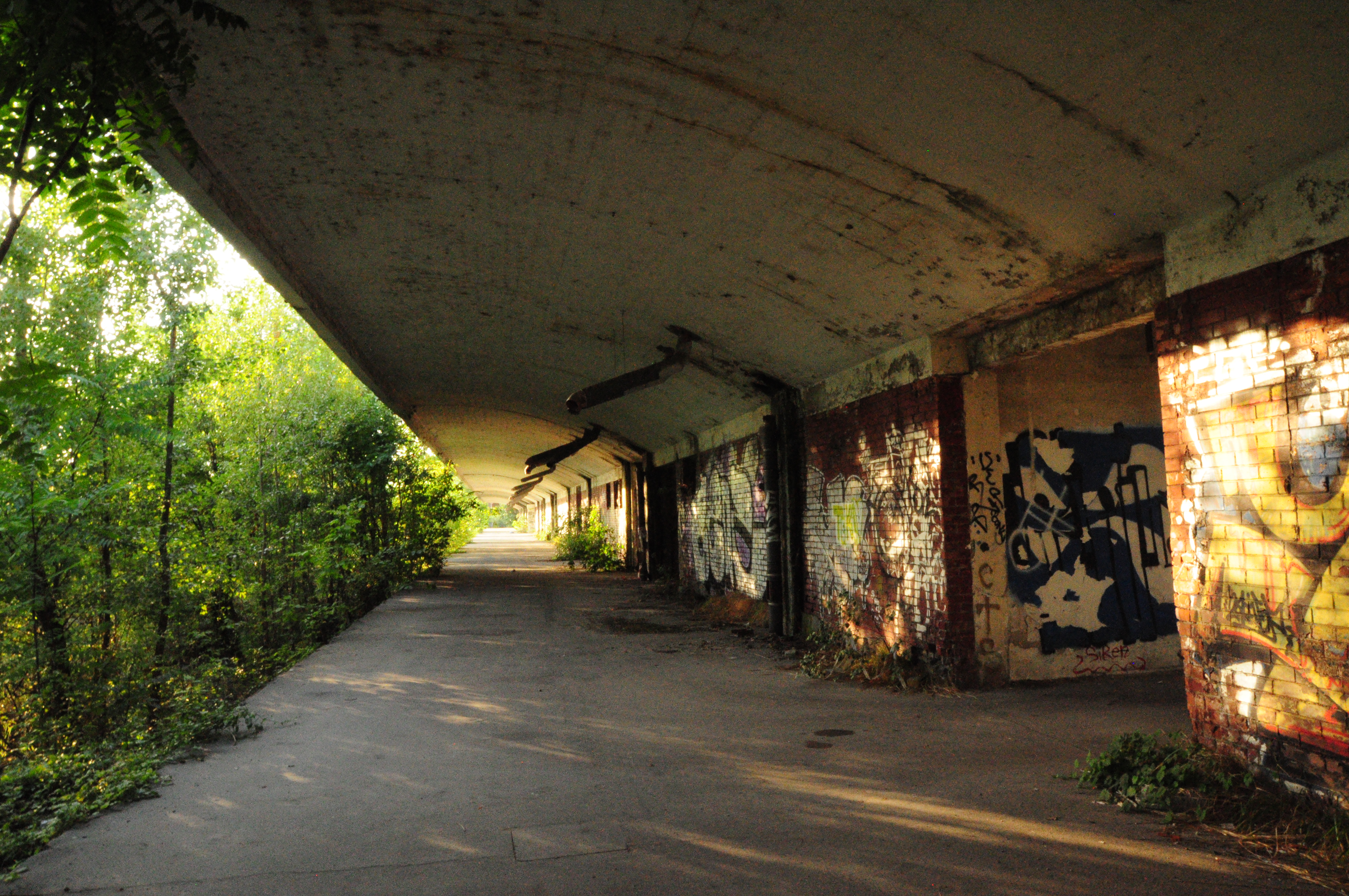
épületbelső (2017)